# Aplosonyx albicornis
Aplosonyx albicornis es un coleóptero de la familia Chrysomelidae. Fue descrita científicamente por primera vez en 1821 por Wiedemann.